# Lamellaxis gracilis
Lamellaxis gracilis är en snäckart som först beskrevs av Hutton 1834.  Lamellaxis gracilis ingår i släktet Lamellaxis och familjen sylsnäckor. Inga underarter finns listade i Catalogue of Life.